# VH1
VH1 (conocido como VH-1: Video Hits One desde 1985 hasta 1994) es un canal de televisión por suscripción estadounidense, radicado en la ciudad de Nueva York. Estrenado el 1 de enero de 1985, substituyendo a Cable Music Channel, propiedad de Turner Broadcasting. El canal fue originalmente creado por Warner-Amex Satellite Entertainment, una división de Warner Communications y el propietario de MTV. Tanto VH1 y su canal hermano MTV actualmente forman parte de Paramount Media Networks, una división de su matriz corporativa, Paramount Skydance Corporation.
En sus inicios, a diferencia de MTV, dirigida a los adolescentes, VH1 esperaba llegar a un público entre 18 y 35 años, centrándose en el lado más ligero y más suave de la música popular al presentar videoclips referentes a los artistas más destacados de la música popular de esa época, incluidos Céline Dion, Elton John, Pet Shop Boys, Sting, Aerosmith, Mariah Carey, Michael Jackson, Diana Ross, Kenny G, Madonna, Britney Spears, George Michael,Gloria Estefan, Whitney Houston y Anita Baker (haciendo alusión a su eslogan Cultura Pop). Además presentaba programas y videos de canciones de hip hop, rap, rock y, en ocasiones, heavy metal (desde artistas de heavy metal como Iron Maiden y AC/DC, hasta de thrash metal como Megadeth y Metallica).
También se destacaron en su programación inicial los famosos conteos de la música, destacando los mejores de la época, así como también programas relacionados con la historia de la música, como Behind the Music, la serie I Love the..., el bloque de programación Celebreality, y The VH1 Top 20 Video Countdown.

Primer Logo de VH-1, usado desde 1985 hasta octubre de 1987 en los Estados Unidos y en el Reino Unido desde 1993 hasta 1998.

Segundo Logo de VH-1, usado desde 1987 hasta 1994.

## Historia

### Inicios
El canal inició transmisiones el 1 de enero del 1985.
En sus inicios, VH-1 se centró en el lado más ligero y más suave de la música popular. Presentaba más artistas de música country, jazz, y R&B que su canal hermano MTV, y tenía así mismo, una rotación mayor de artistas urbanos y contemporáneos. Un componente típico de la programación de VH-1 en su época inicial fue New Visions, una serie que contó con videos y actuaciones en vivo de los famosos músicos de smooth jazz y new age de ese momento. El crecimiento de VH-1 a lo largo de los años fue de la mano de músicos que a su vez crecían en la industria musical, así como también otros que la iniciaban.

Es importante mencionar que durante ese era, videos y actuaciones de músicos como Michael Jackson, Des'ree, Elton John, Billy Joel, Madonna, Janet Jackson, Céline Dion, Whitney Houston, Mariah Carey, Ace of Base, Carly Simon, Tina Turner, Kiss, Manowar, King Diamond, George Michael, Melissa Etheridge, y Sheryl Crow, entre otros, fueron material importante en el crecimiento del canal. Sin embargo, el canal también tuvo sus propias personalidades en cámara, incluyendo veteranos de radio como Don Imus, Frankie Crocker, y Scott Shannon; así como Jon Bauman, Bobby Rivers, Rita Coolidge, Alison Steele y Rosie O'Donnell.

Tercer Logo de VH1 Music First, usado desde 1994 hasta 2003 (en Estados Unidos).

El 17 de octubre de 1994, el canal fue renombrado a VH1: Music First, tras un ligero descenso de la audiencia a principios de los años 90. Para 1996, VH1 siguió el mismo camino que su cadena hermana, MTV, y optó por centrarse más en programas relacionados con la música que en los vídeos musicales. Además, la cadena empezó a ampliar su lista de vídeos musicales para incluir más música rock.

### Actualidad

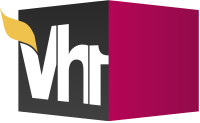
El cuarto logo de VH1 se utilizó desde 2004 hasta 2014. Fue utilizado en VH1 Classic EE. UU. y se utiliza en algunos canales internacionales de VH1.

En agosto de 2003, la cadena volvió a cambiar su enfoque, eliminando Music First de su nombre e introduciendo un nuevo logotipo. La cadena comenzó a dirigirse al mercado de la nostalgia de la cultura pop.
VH1 también incluyó un bloque para reality shows llamado Celebreality, cuyos programas han incluido Hogan Knows Best, My Fair Brady, Flavor of Love y su spin-off Charm School, I Love New York, Rock of Love de Bret Michaels y su spin-off Daisy of Love, The Surreal Life, I Love Money, y Megan Wants a Millionaire, entre otros.
El 5 de enero de 2013, VH1 presentó un nuevo logotipo que se parece mucho al primero. El logotipo tiene un signo "más", que representa el enfoque de VH1 en programas y eventos relacionados con la música y la programación de realidad basada en la cultura pop. Desde 2014, se observó que la programación de VH1 estaba cambiando hacia programas centrados en personalidades afroamericanas, de forma similar a BET y sus canales hermanos.

## Otros canales y servicios

### VH1 HD
VH1 HD es una transmisión simultánea de VH1 en alta definición, disponible nacionalmente en DirecTV, AT&T U-verse, Comcast, y Dish Network. Fue lanzada en 2005.

### Canales hermanos
VH1 poseía cinco canales hermanos en los Estados Unidos. En agosto de 2016, todos estos canales pasaron a ser canales hermanos de MTV, BET o CMT, o se habían cerrado por completo.
- VH1 Classic: Transmitía vídeos musicales principalmente de los años 70 y 80, pero también de los años 60 y 90, conciertos, películas antiguas y programación original centrada en éxitos para adultos, éxitos clásicos y música rock clásica. Cesó sus emisiones el 1 de agosto de 2016.
- VH1 MegaHits: Canal que transmitía vídeos musicales de los 40 principales de la época de VH1, desde los años 80 hasta principios de los 2000. Debido a la baja audiencia, el canal dejó de emitirse.
- VH1 Soul: Transmitía videos musicales del género soul. Cesó sus emisiones el 28 de diciembre de 2015.
- VH1 Uno: Canal en español compuesto principalmente por vídeos musicales de pop latino, rock y baladas tradicionales, música tropical, salsa y merengue. Cesó sus emisiones el 2 de febrero de 2008.
- VH1 Country: Transmitía vídeos continuos de música country. Cesó sus emisiones en 2006.

### Internet
El destino en línea de VH1, VH1.com, fue lanzado en la década de 1990. En la década de 2000, VH1 creó VSPOT, un canal de vídeo que siguió el modelo de MTV Overdrive, que contiene los programas transmitidos por VH1 junto con videos musicales. VSPOT cambió su nombre a Video.VH1.com a finales de 2007.

### Emisiones internacionales
Como es el caso con otros canales de MTV, MTV Networks emite versiones internacionales de VH1.
- VH1 Adria
- VH1 Alemania (1995-2001)
- VH1 Australia (2004-2010, reemplazado por MTV Classic)
- VH1 Brasil (2005-2014)
- VH1 Dinamarca (2008-2024)
- VH1 Europa (2002-2021)
- VH1 India (2005-2025)[3]
- VH1 Italia (2016-2024)
- VH1 Latinoamérica (2004-2020)
- VH1 HD (2009-2020)
- VH1 Polonia
- VH1 Reino Unido e Irlanda (1994-2020)
- VH1 Tailandia
- VH1 Indonesia
- VH1 Rusia